# Lilmus
Lilmus is een bestuurslaag in het regentschap Kupang van de provincie Oost-Nusa Tenggara, Indonesië. Lilmus telt 620 inwoners (volkstelling 2010).